# Moanda (Congo-Kinshasa)
Moanda (of Muanda) is een stad en een gebied (“territoire”) in de provincie Centraal-Kongo in de Democratische Republiek Congo, met een oppervlakte van 4.265 km². Het is de enige kustplaats in het land. De voormalige Europese woonwijk aan zee herbergt verschillende hotels. Het hart van de stad, de "cité", ligt in het oosten. Het grondgebied van Moanda omvat ook een luchthaven met IATA-code FZAG (5° 55' 51S 12° 21' 6E), en een haven, Banana, 15 kilometer naar het zuiden, bij de monding van de Kongo-rivier in de Atlantische Oceaan.
De militaire luchthaven Kitona maakt ook deel uit van het grondgebied.